# 11509 Thersilochos
11509 Thersilochos (1990 VL6) là một thiên thể Troia của Sao Mộc, trong nhóm Troia, được phát hiện vào ngày 15 tháng 11 năm 1990 bởi E. W. Elst tại trạm thiên văn miền nam Châu Âu.

## Link ngoài
- JPL Small-Body Database Browser ngày 11509 Thersilochos